# Виртуална маса
В теорията на електрическите вериги виртуалната маса е точка (възел) от веригата, която поддържа стабилен (постоянен) базов потенциал, без да е свързана директно към базовия потенциал. В някои случаи за базов потенциал се приема земната повърхност и базовата точка (възел) се нарича „маса“ или „земя“.
Идеята за виртуалната маса подпомага анализа на веригите с операционни усилватели и други вериги с полезен практически ефект, който трудно би се постигнал по друг начин.
В теорията на електрическите вериги дадена точка (възел) може да има някаква стойност на тока или напрежението, но физическата реализация на виртуалната маса ще доведе до ограничения върху възможността за управление на тока и ненулев импеданс, което може би ще има странични ефекти. Друг начин за създаване на виртуална маса е чрез напреженов делител.

## Реализиране на проста виртуална маса
В електрониката, виртуална маса обикновено се реализира чрез сумиране на две противоположни напрежения. Тъй като директното свързване на източниците на напрежение ще предизвика „конфликт“ (много силен ток), трябва да се включат резистори. Например при простата схема с виртуална маса, показана на фиг.2, двата противоположни източника на напрежение (+V1 и – V2) са свързани през съответните резистори (R1 и R2) към виртуалната маса – точка А.
Веригата може да се разглежда като два паралелно свързани източника на ток: I1 (включващ V1 и R1) и I2(включващ V2 и R2). Паралелното (успоредно) свързване на два източника е получило името – верига с паралелна отрицателна обратна връзка. От друга гледна точка, двата резистора образуват крайно полезна резистивна (товарна) верига – паралелен напрежителен суматор, който често се използва във вериги с паралелна обратна връзка (инвертиращ операционен усилвател, инвертиращ операционен суматор, неинвертиращ тригер на Шмит и др.).
Образно казано, веригата може да се разглежда като една електрическа „война“, където два източника на напрежение се „борят“ помежду си – V1 „тегли“ точка А нагоре, докато V2 я „тегли“ надолу. В тази „игра“ резисторите R1 и R2 играят ролята на „въжета“. Ако е изпълнено следното равенство: V1/V2=-R1/R2, то в точка А имаме нулево напрежение – или това е така наречената виртуална маса. В тази ситуация токът I=V1/R1=V2/R2 тече продължително през веригата, като в резултат на това резисторите разсейват продължително мощност.
Необходимото изискване за реализирането на виртуална маса в обща точка между два последователно свързани резистора може директно да се види като геометрична зависимост в подобните триъгълници, съставящи напрежителната диаграма на линеен потенциометър (фиг.1):
•	двете напрежения трябва да се приложат на противоположните изводи на резисторите,
•	напреженията трябва да имат противоположен поляритет спрямо масата,
•	напреженията трябва да са в същото съотношение както съответните резистори.

## Получаване на перфектна виртуална маса
Веднъж реализирана, виртуалната маса трябва да бъде задържана стабилна (постоянна), докато входните източници и товари, свързани към тази точка ѝ въздействат чрез подаване и консумиране на ток. Това е добре известният проблем за поддържане на постоянно напрежение (нулевото напрежение също е напрежение).
Най-популярният начин за поддържане на виртуална маса е отрицателната обратна връзка. В този случай (Фиг.2) променливият източник на напрежение B2 „следи“ продължително напрежението VA на виртуалната маса (точка A) и променя своето напрежение V2, така че напрежението VA е винаги нула.
Операционният инвертиращ усилвател (Фиг.3-та) е типична верига, при която виртуалната маса се поддържа чрез отрицателна обратна връзка. Тъй като операционният усилвател има много високо усилване при отворена верига, когато се включи обратна връзка, той автоматично прави потенциалната разлика между неговите входове да клони към нула. Неинвертиращият (+) вход на операционния усилвател е заземен, тогава въпреки че неговият инвертиращ (-) вход не е свързан към маса, ще има приблизително същия потенциал, превръщайки се във виртуална маса. Действието на веригата е илюстрирано по-интересно на Фиг.3б чрез диаграма на напреженията. За тази цел двата резистора са заместени от един линеен потенциометър.
Изглежда странно, но за да се разбере как операционният усилвател поддържа виртуалната маса, трябва да го разглеждаме като интегратор вместо като усилвател.
От тази гледна точка, ако входният източник на напрежение промени своето напрежение – Vin към отрицателния източник на напрежение –V, отрицателното напрежение
VA = – VR2/(VR1 + VR2) опитва да се появи в точка А. Обаче операционният усилвател „следи“ за това и реагира: променя своето изходно напрежение Voa към положителния източник на напрежение +V, докато постигне отново нулев потенциал VA (докато възстанови виртуалната маса).
На графичното представяне, двата източника „дърпат“ виртуалната маса – точка А – в различни посоки; като резултат от това, напрежителната диаграма в точка А се обръща. Операционният усилвател тук играе същата роля, както променливото напрежение V2 от Фиг.1.

## Приложения

### Виртуалната маса като захранваща маса
Реална маса. Напрежението е потенциална разлика между две точки. При положение, че се интересуваме само от електричния потенциал на една точка, втората трябва да е свързана към базова точка (маса), имаща нулево напрежение. Обикновено изводите на източника служат като постоянна маса; когато са достъпни вътрешни точки за свързани източници, те също могат да служат като реална маса (Фиг. 4-та).
|                                                                                            | |
| Фиг. 4a. Всяка точка в съставен източник на напрежение може да действа като виртуална маса | style="text-align:center"\| Фиг. 4б. Точките от веригата със стабилен потенциал могат да служат за изкуствени виртуални маси |

Виртуална маса. Когато не са достъпни такива вътрешни точки за източника, като изкуствена виртуална маса може да послужат точки от външната верига, имащи постоянно напрежение спрямо изводите на източника (фиг.4б). Такава точка трябва да има стабилен потенциал, който не се променя, когато електрическите източници въздействат върху виртуалната маса чрез подаване или „дърпане“ на ток към и от нея.

#### Виртуалната маса като точка във веригата

##### Входове на веригата
Във всички вериги с паралелна обратна връзка (инвертиращи операционно-усилвателни схеми) главната задача на операционния усилвател е да се „грижи“ за виртуалната маса, което значи да поддържа почти нулево напрежение в тази точка. Все пак, входните източници въздействат на виртуалната маса чрез подаване и „дърпане“ на ток към и от тази точка. В най-простия случай, входният източник на ток прави това директно (примери: фиг.5, токов интегратор и зареждащ усилвател).
Виртуалната маса придава много малко съпротивление на всеки сигнал, свързан към нея и затова представлява перфектния вход за източници на токови сигнали (пиезоелектрически сензори, фотодиоди и др.). Например във веригата на зареждащ усилвател, разсеяният капацитет на входа на усилвателя не е пагубен за работата му, защото този капацитет е винаги свързан към виртуална маса.

##### Възлова точка във веригата
„Конфликтна точка“ в диференциалните вериги. Ако диференциален входен сигнал е приложен на транзисторен диференциален усилвател, виртуална маса е общата „конфликтна“ точка между емитерите на двата „борещи“ се транзистора. Подобно, виртуална маса се явява във вътрешната междина точка на общия резистор Rgain, свързващ входните буфери на измервателния усилвател (instrumental amplifier), който е вид диференциален усилвател. Също така две виртуални маси се появяват едновременно на инвертиращия и неинвертиращия вход на пълния диференциален усилвател.
„Въздействаща“ точка във вериги с отрицателна обратна връзка. Входният източник на напрежение въздейства върху виртуалната маса, намираща се във вериги с успоредна отрицателна обратна връзка през компонент на веригата, действащ като преобразовател ток-в-напрежение. Това може да бъде резистор (при инвертиращ усилвател, интегратор, логаритмичен усилвател), капацитет (при диференциатор), диод (при усилвател). В някои случаи, например при сумиращия усилвател (фиг.6) няколко входни източника „атакуват“ едновременно виртуалната маса. Операционният усилвател реагира на входната интервенция, опитвайки се да възстанови нормалното състояние на виртуалната маса (Va=0). За тази цел той променя своето изходно напрежение, в зависимост от това дали трябва да подава или „дърпа“ ток през друг компонент на веригата (капацитет, диод, резистор и др.) към или от тази точка.
По този начин, операционно-усилвателното изходно напрежение във вериги с паралелна отрицателна обратна връзка всъщност представя операционно-усилвателната реакция на входното въздействие и служи като изход. Всъщност, виртуалната маса е изход, който не се използва.
Умишлено влошена виртуална маса. В някои единично-захранвани вериги с положителна обратна връзка (например операционно-усилвателен инвертиращ компаратор с хистерезис наричан също тригер на Шмит), виртуалната маса е предварително влошена. В тази ситуация, тази точка има значително вътрешно съпротивление, което става лесно управляема от операционно-усилвателния изход. Същата хитрост с „гъвкава“ виртуална маса е често използвана в единично-захранвани операционно-усилвателни вериги с отрицателна обратна връзка.

##### Изходи на веригата
Изглежда странно, но в някои особени вериги, виртуалната маса служи като сигнален изход.
„Отрязващ“ индикатор. Във веригите с паралелна отрицателна обратна връзка, потенциалът на виртуалната маса характеризира състоянието на системата. Когато системата работи нормално, нейната изходна величина (обикновено напрежение) успява да „неутрализира“ входното въздействие върху виртуалната маса; има приблизително нулев потенциал в тази точка. Ако системата изчерпи изходното си съпротивление, тя се насища и се появява напрежение във виртуалната маса. Всъщност това напрежение е част от входното напрежение.
Например във веригата на инвертиращия усилвател (фиг.3-та), резисторите Rin и Rf действат като делител на напрежение; така една част (Rf/(Rf + Rin)) от входното напрежение започва да преминава през операционно-усилвателния инвертиращ вход когато операционният усилвател се насища. Това напрежение може да се използва (например при аудио усилвателите) като изходен сигнал за индикация на началото на отрязването.
Диоден ограничител. В добре замислената схема на операционно-усилвателен диоден ограничител (фиг.7), операционно-усилвателния изход не се използва като традиционен извод на схемата (както е при логаритмичния преобразувател); въпреки инвертирането операционно-усилвателният вход служи като изход. При положително входно напрежение, операционният усилвател добавя компенсиращо напрежение VOA=VF последователно с пада на напрежение в права посока VF върху диодът. По този начин реалният (неперфектен) диод се превръща в почти идеален такъв имайки приблизително нулев пад на напрежение в права посока VF≈0. Следователно, несъвършеният пасивен диоден ограничител (резисторът R и диодът D), който отрязва положителното входно напрежение на приблизително 0.7 V, става почти идеален ограничител, който отрязва напрежението на приблизително 0 V.

## Проблеми с виртуалната маса
Статична грешка. Отрицателната обратна връзка изглежда като перфектната техника за запазване на виртуалната маса, тъй като компенсира някои смущения. Само че не успява да задържи нулев потенциал в тази точка; напрежението е VA = VOA/A (където А е усилването на операционния усилвател без обратна връзка). Обикновено A > 105, следователно VA е приблизително 0.
Чувствителност. Виртуалната маса е чувствителна точка, особено ако компонентите на веригата имат голямо съпротивление. Операционният усилвател реагира на всяко въздействие в тази точка, като променя изходното си напрежение.
Инертност. В отговор на промяна на входното напрежение или тока, изходното напрежение на операционния усилвател не се променя изобщо; неговият първоначален отговор е яростен и той се държи като интегратор. В резултат на това виртуалната маса не е 0 в началото.
Нестабилност. В инвертиращ усилвател, ако добавим кондензатор между масата и виртуалната маса към инвертиращия вход на усилвателя, това може да доведе до нестабилност на усилвателя.

## източници
1. ↑  ((en)) (The VG by Adrian S. Nastase)

|  | Тази страница частично или изцяло представлява превод на страницата Virtual ground в Уикипедия на английски. Оригиналният текст, както и този превод, са защитени от Лиценза „Криейтив Комънс – Признание – Споделяне на споделеното“, а за съдържание, създадено преди юни 2009 година – от Лиценза за свободна документация на ГНУ. Прегледайте историята на редакциите на оригиналната страница, както и на преводната страница, за да видите списъка на съавторите. ВАЖНО: Този шаблон се отнася единствено до авторските права върху съдържанието на статията. Добавянето му не отменя изискването да се посочват конкретни източници на твърденията, които да бъдат благонадеждни. |